# Mimocalanus cultrifer
Mimocalanus cultrifer är en kräftdjursart som beskrevs av Farran 1908. Mimocalanus cultrifer ingår i släktet Mimocalanus och familjen Spinocalanidae. Inga underarter finns listade i Catalogue of Life.